# Johanna van Cuijk
Johanna van Cuijk (ca. 1365 - na 1426) was vrouwe van Cuijk (1394-1400), vrouwe van Grave (1394-1399), vrouwe van Meteren en Est (1400-ca. 1430). 
Nadat haar broer Jan VI van Cuijk kinderloos overleden was, volgde Johanna, als oudste zuster, haar broer op in Cuijk en Grave. 
Het land van Cuijk bleef een twistappel tussen Brabant en Gelre. Leenrechtelijk was Johanna afhankelijk van Brabant, maar de hertog Willem I van Gelre probeerde zijn invloed te laten gelden en regelde in het najaar van 1394 een huwelijk tussen Johanna en Willem, zijn minderjarige bastaardzoon. 
Op 5 mei 1399 sloten Brabant en Gelre een overeenkomst waarin onder meer bepaald werd dat Willem, bastaard van Gelre, door Brabant met Grave beleend zou worden.
Op 15 december 1400 werd het huwelijk tussen Johanna en Willem ontbonden en deed Johanna afstand van het grootste deel van het land van Cuijk ten voordele van hertog Willem van Gelre.
Vanaf dat moment ging het snel bergaf: gaandeweg speelde Johanna bijna al haar bezittingen kwijt. Ze wordt een laatste keer vermeld in 1426. Haar sterfdatum is niet gekend.